# 克斯梅特 (加利福尼亞州)
克斯梅特（英語：Kismet）是位於美國加利福尼亞州馬德拉縣的一個非建制地區。該地的面積和人口皆未知。

## 地理
克斯梅特的座標為37°02′50″N 120°05′37″W / 37.04722°N 120.09361°W，而該地的平均海拔高度為85米（即279英尺）。